# Почётный гражданин города Тынды
Зва́ние «Почётный граждани́н го́рода Ты́нды» — высшая муниципальная награда города Тынды, учреждённая в 1980-х годах решением исполкома Тындинского городского Совета народных депутатов.
Переучреждена решением Тындинской городской Думы от 16 июня 2011 года № 305 «О муниципальных наградах города Тынды» под названием «Почётный гражданин Тындинского муниципального округа Амурской области».

## Положение о звании
Звание «Почётный гражданин города Тынды» является высшей муниципальной наградой города Тынды.
Критериями присвоения данного Звания являются:
- наличие выдающихся заслуг, связанных с развитием российской государственности и местного самоуправления, достижениями в области экономики, науки, техники, энергетики, транспорта, связи, культуры, искусства, образования, здравоохранения, охраны окружающей среды, законности, правопорядка и общественной безопасности, городского хозяйства, создания новых технологий, эффективно использующихся на предприятиях г. Тынды;
- воспитание плеяды видных музыкантов, артистов, художников, рабочих, спортсменов, прославивших город в областях своей деятельности;
- длительное руководство предприятием, внесшим за этот период особый вклад в развитие социально-экономической инфраструктуры города;
- строительство за счет личных средств объектов социальной важности в городе Тынде;
- наличие государственных наград за особые достижения в социально-экономическом развитии города Тынды.

Звание присваивается лицам, которые вошли в историю города, приумножили его славу, своим трудом заслужили широкую известность, авторитет, и проработавшим в городе Тынде не менее 10 лет.
Звание в исключительных случаях может быть присвоено гражданам, не проживающим в городе, за особые заслуги перед городом в укреплении и развитии научных, культурных, спортивных и экономических связей города Тынды с другими территориями, активное участие в социально — экономическом развитии города.
Представлению к Званию, как правило, должно предшествовать награждение другими муниципальными наградами города Тынды (знаком отличия «За заслуги перед городом Тындой», Почётной грамотой, Благодарственным письмом Тындинской городской Думы, Почётной грамотой, Благодарственным письмом администрации города Тынды) или награждение государственными наградами Российской Федерации, наградами органов государственной власти Амурской области.
В исключительных случаях к Званию могут представляться граждане, не имеющие муниципальных наград либо государственных наград, за совершение героического поступка, проявленные мужество, смелость и отвагу, отличившиеся при защите Отечества, участвовавшие в спасении людей, имущества во время стихийных бедствий и чрезвычайных ситуаций.
Звание присваивается один раз в год и приурочивается к празднованию Дня города.
Награждению этим званием подлежат, как правило, не более двух человек, в юбилейные даты города Тынды — не более трех человек, в особые даты и события количество награждаемых может быть увеличено по решению Тындинской городской Думы.
Порядок внесения представлений о присвоении Звания устанавливается положением «О муниципальных наградах города Тынды», утвержденным решением Тындинской городской Думы.
Лицам, удостоенным Звания, вручаются нагрудный знак «Почётный гражданин города Тынды», удостоверение к Знаку и свидетельство о присвоении Звания. Удостоверение и свидетельство к Званию подписываются мэром города Тынды и заверяются гербовой печатью Тындинской городской Думы.
Решением Тындинской городской Думы может произведена замена ранее выданных удостоверений с вручением нагрудного знака. В этом случае в правой части удостоверения внизу производится запись «Выдано взамен». При этом выдача свидетельств не производится.
Знак носится на левой стороне груди.
Порядок лишения звания «Почётный гражданин города Тынды» и иные вопросы, связанные с восстановлением в правах на данную муниципальную награду, устанавливаются положением «О муниципальных наградах города Тынды», утвержденным решением Тындинской городской Думы.

## Привилегии и льготы удостоенным звания
Фамилии, имена, отчества, фотопортреты с кратким изложением заслуг лиц, удостоенных звания «Почётный гражданин города Тынды», заносятся в Книгу почётных граждан города Тынды и размещаются на официальном Интернет-сайте города Тынды.
Книга почётных граждан города хранится в администрации города Тынды и относится к категории дел постоянного хранения.
В городском музее создаётся специальная экспозиция — галерея почётных граждан города Тынды.
Почётному гражданину города Тынды за счёт средств городского бюджета предоставляются льготы и иные выплаты в размерах, установленных решением Тындинской городской Думы.
Право на льготы и иные выплаты подтверждается удостоверением к званию «Почётный гражданин города Тынды».
Лица, удостоенные звания «Почётный гражданин города Тынды», приглашаются мэром города Тынды и Тындинской городской Думой на все мероприятия, посвященные государственным праздникам и другим важным городским событиям.

## Описание нагрудного знака к званию
Знак «Почётный гражданин города Тынды» выполнен в виде золотой рельефной четырёхлучевой звезды с изображением герба города Тынды по центру.
В верхней части нагрудного знака герб окружён синей эмалевой радиальной лентой с надписью, выполненной рельефными литерами: «ПОЧЕТНЫЙ ГРАЖДАНИН ГОРОДА».
В нижней части нагрудного знака герб окружён золотой радиальной лавровой ветвью, в центре которой расположена золотая лента с выгравированными литерами: «ТЫНДА», залитыми синей эмалью.
Размер знака — 32 × 32 мм. Материал знака — томпак или латунь; исполнение — штамповка, гравировка, высечка, внутренняя просечка, эмаль, покрытие смолой.
Знак имеет винтовую застёжку для крепления на одежду.

## Список почётных граждан города Тынды
| Год  | Портрет | Имя                              | Даты жизни              | Род деятельности | #      |
| ---- | ------- | -------------------------------- | ----------------------- | --- | ------ |
| 1985 |         | Кобзон Иосиф Давыдович           | 11.09.1937 — 30.08.2018 | Эстрадный певец, российский политический и общественный деятель, музыкальный педагог. Герой Труда Российской Федерации. | [ 2 ]  |
| 2001 |         | Лебедев Валентин Витальевич      | 14.04.1942              | Космонавт и учёный, Дважды Герой Советского Союза, Член-корреспондент РАН. | [ 3 ]  |
| 2001 |         | Мохортов Константин Владимирович | 22.10.1913 — 29.01.1989 | Начальник Главного управления по строительству Байкало-Амурской железнодорожной магистрали, заместитель Министра транспортного строительства СССР, Герой Социалистического Труда.                                                                        | [ 4 ]  |
| 2001 |         | Данилова Владилена Даниловна     | 10.02.1939              | Бригадир отделочников строительно-монтажного поезда № 699 треста «Центробамстрой», полный кавалер ордена Трудовой Славы. | [ 5 ]  |
| 2001 |         | Бабаев Салман Магомедрасулович   | 01.09.1955              | Управленец, вице-президент ОАО «РЖД» по коммерческой деятельности с 2010 по 2017 год, бывший начальник Байкало-Амурской железнодорожной магистрали. | [ 6 ]  |
| 2001 |         | Толкунова Валентина Васильевна   | 12.07.1946 — 22.03.2010 | Певица и артистка. Народная артистка РСФСР. | [ 7 ]  |
| 2005 |         | Шестак Иван Михайлович           | 05.03.1940 — 14.03.2024 | Бамовский журналист, драматург и писатель. Создатель и главный редактор газеты «Байкало-Амурская магистраль» в 1976 – 1997 годах. Основатель и первый руководитель литературной студии «Звено» (1976). Член Союза журналистов СССР и Союза писателей РФ. | [ 8 ]  |
| 2005 |         | Гузий Владимир Свиридович        | 24.01.1956 — 13.04.2009 | Бамовский поэт, прозаик. Член литературной студии «Звено». Член Союза писателей России. | [ 9 ]  |
| 2006 |         | Ткаченко Игорь Валентинович      | 26.07.1964 — 16.08.2009 | Военный лётчик, ведущий пилотажной группы «Русские витязи», заслуженный военный лётчик Российской Федерации, гвардии полковник. | [ 10 ] |